# Gavin Creel
Gavin James Creel (ur. 18 kwietnia 1976 w Findlay, zm. 30 września 2024 w Nowym Jorku) – amerykański aktor i wokalista.
Od 1998 roku absolwent University of Michigan. Znany z ról w musicalach Na wskroś nowoczesna Millie i Hair, które przyniosły mu nominacje do nagrody Tony dla najlepszego aktora. Swój debiutancki album studyjny zatytułowany GoodTimeNation wydał w marcu 2006 roku. Był homoseksualistą.
W lipcu 2024 roku zdiagnozowano u niego złośliwy nowotwór osłonek nerwów obwodowych. Zmarł 30 września 2024 roku w swoim domu na Manhattanie, w wieku 48 lat.

## Dorobek aktorski

### Role naBroadwayu
- 2002 – Na wskroś nowoczesna Millie (Thoroughly Modern Millie) jako Jimmy Smith (nominacja do nagrody Tony w kategorii najlepszy aktor)
- 2004 – Hair (benefis)
- 2004 – La Cage aux Folles
- 2009 – Hair jako Claude (nominacja do nagrody Tony w kategorii najlepszy aktor)

### Inne role teatralne
- Second Stage Theatre – The Mystery Plays
- North Shore Music Theatre, 2000 – Honk!
- 2001 – Bat Boy: The Musical
- 2003 – Road Show (poprzednio znany pt. Bounce)
- West End Theatre, 2006–2008 – Mary Poppins[5]

### Role telewizyjne
- 2003 – Eloise z hotelu Plaza (Eloise at the Plaza) jako Bill
- 2003 – Gwiazdka Eloizy (Eloise at Christmastime) jako Bill